# ヨハネス・フォン・クリース
ヨハネス・アドルフ・フォン・クリース（Johannes Adolf von Kries, 1853年10月6日-1928年12月30日）は、ドイツの生理学者。西プロイセンロッゲンハウゼン生まれ。

## 生涯
フォン・クリースはハレ (ザーレ)、ライプツィヒ、チューリッヒで医学を学んだ。彼は1876年にライプツィヒで博士号を取得し、1878年に生理学におけるリハビリテーションを完了した。彼は1880年にフライブルクの生理学助教授に任命され、1883年に生理学正教授に任命された。また1883年には生理学研究所の所長に就任。1924年に引退した。
彼はヘルマン・エビングハウスとともにジャーナル・オブ・サイコロジーの共同創設者であり、ヘルマン・フォン・ヘルムホルツの下で働き、彼の三色説をエヴァルト・ヘリングの反対色説と組み合わせて、色知覚の現象を包括的に説明するゾーン理論を形成した。1888年に彼は十分性の因果関係理論を確立した。
クライスはとりわけ、科学と芸術に対してプール・ル・メリット勲章を受賞。 1882年、クリースは国立科学アカデミー・レオポルディーナのメンバーに任命された。1909年にはハイデルベルク科学アカデミーの特別会員となった。1917年からゲッティンゲン科学アカデミーの会員を務め、1923年からはプロイセン科学アカデミーの準会員を務めた。
彼はカールスルーエ工科大学の名誉市民でもあった。